# Michael Bentwood
Michael Bentwood (ur. 10 stycznia 1978 roku w Manchesterze) – brytyjski kierowca wyścigowy.

## Kariera
Bentwood rozpoczął karierę w międzynarodowych wyścigach samochodowych w 1994 roku od startów w edycji zimowej Brytyjskiej Formuły First, gdzie został sklasyfikowany na dziesiątej pozycji. W późniejszych latach Brytyjczyk pojawiał się także w stawce edycji zimowej Formuły Vauxhall Junior, Brytyjskiej Formuły 3, Europejskiego Pucharu Formuły 3, Masters of Formula 3, Europejskiej Formuły 3000, British Touring Car Championship, FIA GT Championship, British GT Championship, FIA GT3 European Championship oraz Malaysia Merdeka Endurance Race.